# Host
De term host komt voor in een aantal verschillende contexten. Het is oorspronkelijk een Engels woord dat gastheer betekent.
De aanduiding host of hostess (gastvrouw) wordt gebruikt voor degene die gasten ontvangt en verzorgt, bijvoorbeeld in de luchtvaart (als alternatief voor de term steward of stewardess) of de presentator/presentatrice/interviewer bij een debat, congres, podcast, radio- of televisieprogramma of een muziekfestival.

## ICT
In het Nederlands wordt het woord daarnaast gebruikt voor verschillende begrippen die betrekking hebben op de informatie- en communicatietechnologie (ICT). In het algemeen is het een aanduiding voor een apparaat of programma dat een dienst of diensten verleent aan een kleiner of minder capabel apparaat of programma.
Buiten deze algemene context kan host nog een van de volgende betekenissen hebben:
- In de specificaties van het IP-protocol betekent host elk apparaat dat een volledige tweewegcommunicatie kan uitvoeren met een ander apparaat op het internet. Elke host heeft een eigen IP-adres. Wanneer via een modemverbinding verbinding wordt gemaakt met de internetaanbieder (of -provider), dan krijgt men gedurende die periode een IP-adres en geldt het systeem als host.
- "Host" is ook de naam van een programma uit de verzameling "Bind tools", zoals "dig" en "nslookup". Deze programma's worden gebruikt als algemene "DNS database query tools" om bijvoorbeeld "DNS database entry's" te onderzoeken.
- Voor bedrijven of personen met een website is de computer die de webserver draait en de site weergeeft een host (vandaar de termen "hosting" en "hostingprovider"). Dit heet webhosting.
- Het woord host wordt ook gebruikt als naam voor de hostingprovider van een website.
- In een netwerk met een mainframecomputer geldt het mainframe als host. Dit bedient een aantal werkplekken of terminals.